# فرودگاه گریت هاربر کی
فرودگاه گریت هاربر کی (به انگلیسی: Great Harbour Cay Airport) یک فرودگاه خصوصی با کد یاتا GHC است که یک باند فرود آسفالت دارد و طول باند آن ۱۳۷۲ متر است. این فرودگاه در کشور باهاما قرار دارد .

## شرکت‌های هواپیمایی و مقصدهای پروازی
| شرکت‌های هواپیمایی    | مقصدهای پروازی       |
| -------------------- | -------------------- |
| Tropic Ocean Airways | فورت لادردیل–هالیوود |